# 半空间
一个超平面将{\displaystyle R^{n}}划分为两个半空间，半空间是具有以下形式的集合：
{\displaystyle {\{x|a^{T}x\leq b\}}}
半空间是凸的，但不是仿射的。